# ذا فالي
ذا ڤالي «الوادي» هي عاصمة أنغويلا، إحدى المقاطعات الأربعة عشر والمدينة الرئيسية في الجزيرة. بلغ عدد سكانها في 2011 حوالي 1067 نسمة.

## التاريخ

### معالم تاريخية
في ذا فالي بضعة أمثلة فقط على العمارة الاستعمارية، بسبب نقل إدارة جزيرة أنغويلا إلى سانت كيتس عام 1825، منها «منزل وولبليك» الذي بُني عام 1787 والذي لا يزال قائماً حتى الآن، ويستخدم منزلاً لرجال الدين الذين يخدمون في الكنيسة المجاورة. افتتحت متاجر جديدة في أبنية حديثة وتم ترميم البيوت ذات الطراز الهندي الغربي. كما تم تحديث وتوسيع المحلات التجارية القديمة.
تقع أطلال بيت المحكمة القديم على تلة كروكاس، وهي أعلى نقطة في الجزيرة. وما بقي منها سوى جدران محطمة لبعض السجون في القبو. عن مفترقات الطرق عند طرف الوادي الغربي، يوجد بيت وولبليك، وهو منزل مزرعة بني حوالي عام 1787، تملكه الكنيسة الكاثوليكية ويعيش فيه كاهن الرعية، كما تجد بجواره كنيسة سانت جيرارد الكاثوليكية بواجهتها الأصلية المبنية من الحصى والحجارة والإسمنت والخشب.

## الجغرافيا

### الموقع
تقع البلدة وسط الجزيرة، أمام خيلج كروكاس وبالقرب من تلة كروكاس وهي أعلى نقطة في الجزيرة. أقرب القرى لها هي الجانب الشمالي والحي والتلة الشمالية وجورج هيل.

### الطقس
يسود المنطقة مناخ السافانا حسب تصنيف كوبن للمناخ.
كما يسود موسم جاف في شهري شباط (فبراير) ونيسان (أبريل)، وموسم رطب في الفترة المتبقية من العام. لا يشهد موسم الأمطار على الرغم من طوله هطولاً غزيراً للأمطار كما هو شائع في مدن البحر الكاريبي كسانتو دومينغو وسان خوان (بورتوريكو). معدل درجات الحرارة ثابت نسبياً على مدار العام وتتراوح بين 26-29 درجة مئوية.
| البيانات المناخية لـذا فالي           | البيانات المناخية لـذا فالي | البيانات المناخية لـذا فالي | البيانات المناخية لـذا فالي | البيانات المناخية لـذا فالي | البيانات المناخية لـذا فالي | البيانات المناخية لـذا فالي | البيانات المناخية لـذا فالي | البيانات المناخية لـذا فالي | البيانات المناخية لـذا فالي | البيانات المناخية لـذا فالي | البيانات المناخية لـذا فالي | البيانات المناخية لـذا فالي | البيانات المناخية لـذا فالي |
| الشهر                                 | يناير                       | فبراير                      | مارس                        | أبريل                       | مايو                        | يونيو                       | يوليو                       | أغسطس                       | سبتمبر                      | أكتوبر                      | نوفمبر                      | ديسمبر                      | المعدل السنوي               |
| ------------------------------------- | --------------------------- | --------------------------- | --------------------------- | --------------------------- | --------------------------- | --------------------------- | --------------------------- | --------------------------- | --------------------------- | --------------------------- | --------------------------- | --------------------------- | --------------------------- |
| الدرجة القصوى °م (°ف)                 | 32 (90)                     | 32 (90)                     | 32 (90)                     | 32 (90)                     | 34 (93)                     | 32 (90)                     | 35 (95)                     | 37 (99)                     | 36 (97)                     | 33 (91)                     | 32 (90)                     | 32 (90)                     | 37 (99)                     |
| متوسط درجة الحرارة الكبرى °م (°ف)     | 28 (82)                     | 28 (82)                     | 28 (82)                     | 28 (82)                     | 30 (86)                     | 31 (88)                     | 31 (88)                     | 31 (88)                     | 31 (88)                     | 30 (86)                     | 29 (84)                     | 28 (82)                     | 30 (86)                     |
| المتوسط اليومي °م (°ف)                | 26 (79)                     | 26 (79)                     | 26 (79)                     | 27 (81)                     | 27 (81)                     | 28 (82)                     | 29 (84)                     | 29 (84)                     | 29 (84)                     | 28 (82)                     | 27 (81)                     | 26 (79)                     | 27 (81)                     |
| متوسط درجة الحرارة الصغرى °م (°ف)     | 23 (73)                     | 23 (73)                     | 23 (73)                     | 25 (77)                     | 25 (77)                     | 26 (79)                     | 26 (79)                     | 26 (79)                     | 26 (79)                     | 26 (79)                     | 25 (77)                     | 24 (75)                     | 23 (73)                     |
| أدنى درجة حرارة °م (°ف)               | 18 (64)                     | 20 (68)                     | 21 (70)                     | 20 (68)                     | 18 (64)                     | 20 (68)                     | 22 (72)                     | 22 (72)                     | 22 (72)                     | 22 (72)                     | 21 (70)                     | 20 (68)                     | 18 (64)                     |
| الهطول سم (إنش)                       | 7 (2.8)                     | 4 (1.6)                     | 4 (1.6)                     | 7 (2.8)                     | 9 (3.5)                     | 7 (2.8)                     | 8 (3.1)                     | 11 (4.3)                    | 11 (4.3)                    | 9 (3.5)                     | 11 (4.3)                    | 9 (3.5)                     | 102 (40)                    |
| متوسط الرطوبة النسبية (%)             | 77                          | 76                          | 76                          | 76                          | 77                          | 76                          | 76                          | 76                          | 76                          | 77                          | 78                          | 77                          | 76                          |
| المصدر: Weatherbase[بحاجة لمصدر أفضل] |                             |                             |                             |                             |                             |                             |                             |                             |                             |                             |                             |                             |                             |

## الديمغرافيا
| السنة  | 1974  | 1984  | 1994 | 2001  | 2011  |
| ------ | ----- | ----- | ---- | ----- | ----- |
| السكان | 1,048 | 1,709 | 795  | 1,169 | 1,067 |

## النقل
يخدم مطار «كلايتون جيه للويد الدولي» (IATA: AXA, ICAO: TQPF) مدينة ذا ڤالي ببعض رحلات الطيران الدولية.

## وصلات خارجية
- خريطة ذا ڤالي نسخة محفوظة 14 مايو 2011 على موقع واي باك مشين.

‌